# Коэффициент шероховатости
Коэффициент шероховатости (коэффициент Гоклера — Маннинга) — величина, численно характеризующая сопротивление, оказываемое руслом протекающему потоку, интегральная характеристика гидравлических сопротивлений. Является эмпирически определяемым коэффициентом и используется в ряде уравнений речной гидравлики, в частности, в формуле Маннинга.

## Расчёт коэффициентов шероховатости
В большинстве гидравлических расчётов коэффициент шероховатости назначается на основании специальных таблиц, дающих его значение из основания качественной характеристики русла, поймы и особенностей течения. Также применяются и формулы, связывающие коэффициент шероховатости с линейными размерами выступов шероховатости или с гидравлическими элементами потока, например, с глубиной или уклоном. Примером такой формулы является формула Штриклера:
{\displaystyle n=(0.15/{\sqrt {g}})k^{1/6}}
где {\displaystyle g} — ускорение свободного падения, {\displaystyle k} — средняя крупность донных отложений.
Принято считать, что величина коэффициента уменьшается с увеличением глубины (до уровня выхода воды на пойму).
Коэффициент шероховатости можно вычислить также по единичным измерениям расходов воды и уклонов, используя уравнение
{\displaystyle n={\frac {I^{1/2}H^{5/3}B}{Q}}}
где {\displaystyle I} — уклон водотока, {\displaystyle H} — средняя глубина, {\displaystyle B} — ширина водотока, {\displaystyle Q} — измеренный расход воды, [м³/с]
Особую сложность представляет расчёт коэффициента шероховатости в естественных руслах при неустановившемся движении воды, выходе воды на пойму, зарастании русла и ледовых явлениях.